# Балабова, Александра Кирилловна
Александра Кирилловна Балабова (род. 16 апреля 1928, д. Калиновка, Горецкий район) — Герой Социалистического Труда (1966).

## Биография
С 1944 года работала в колхозе им. В. И. Ленина Горецкого района, с 1953 года — звеньевая по выращиванию льна. В конце 1950-х годов звено Балабовой стало получать по 6 центнеров льноволокна и по 5-6 центнеров льносемян с гектара. Начиная с 1961 года, один гектар льна стал давать по 2000 рублей чистого дохода. Этот результата был лучшим на Могилевщине. С 1964 г.- бригадир комплексной бригады. Звание Героя присвоено в 1966 году за успехи в увеличении производства и заготовок льна.

## Награды
- Медаль «Серп и Молот»
- Орден Ленина
- Золотая медаль, две бронзовые медали ВДНХ СССР

## Память
В её честь на аллее Героев Советского Союза и Социалистического Труда в г. Горки Могилёвской области установлен памятный знак.